# Prix Vérité
Ne doit pas être confondu avec le grand prix Vérité créé en 1947 par Le Parisien libéré.
 (juin 2021).
Si vous disposez d'ouvrages ou d'articles de référence ou si vous connaissez des sites web de qualité traitant du thème abordé ici, merci de compléter l'article en donnant les références utiles à sa vérifiabilité et en les liant à la section « Notes et références ».
Le prix Vérité est un prix littéraire remis par la commune de Le Cannet.
Créé en 1986, il récompense chaque année un ouvrage relatant un événement contemporain fondé sur un ou plusieurs faits vécus. Le prix est décerné par un jury composé de journalistes, de grands reporters, d’écrivains et d’anciens lauréats.
Il met plus particulièrement à l’honneur des hommes et des femmes d’exception, témoins des grands événements de notre temps et forts d’une conviction ou d’une détermination hors norme leur permettant d’accomplir leurs engagements.
Il est devenu un rendez-vous de la vie littéraire des Alpes-Maritimes.

## Le palmarès

### 2007
- Prix Vérité : May Chidiac et Amal Moghaizel : Le ciel m'attendra - Ed. Fl. Massot
- Prix spécial du Jury Prix Vérité : Íngrid Betancourt et Lionel Duroy : La Rage au cœur -

Ed. Xo et Marcel Rufo : La Vie en désordre - Ed. Anne Carrière

### 2006
- Prix Vérité : Élisabeth Borrel : Un juge assassiné - Ed. Flammarion
- Prix spécial du Jury Prix Vérité : Dahina Le Guennan : Inavouable Vérité -

Ed. Albin Michel

### 2005
- Prix Vérité : Somaly Mam : Le Silence de l’innocence - Ed. Anne Carrière /
- Prix spécial du Jury Prix Vérité : Sediqa Massoud, Marie-Françoise Colombani et Chékéba Hachemi : Pour l’amour de Massoud - Ed. XO
- Prix Vérité pour l’ensemble de son œuvre : Patrick Poivre d’Arvor

### 2004
- Prix Vérité : Dominique Bromberger : Un  aller-Retour - Ed. Robert Laffont
- Prix Ville du Cannet : Esther Mujawayo et Souâd Belhaddad : SurVivantes - Ed. de l’Aube

### 2003
- Prix Vérité : Mariane Pearl : Un cœur invaincu - Ed. Plon /
- Prix Ville du Cannet : Jean-Marc Sylvestre : Une petite douleur à l’épaule gauche  Ed. Ramsay

### 2002
- Prix Vérité : Bruno Dellinger : World Trade Center  47e étage - Ed. Robert Laffont
- Prix Ville du Cannet : Françoise Laborde : Pourquoi ma mère me rend folle - Ed. Ramsay

### 2001
- Prix Vérité : Marina Picasso : Grand-Père - Ed. Denoel
- Prix Ville du Cannet : Bruno de Stabenrath : Cavalcade - Ed. Robert Laffont

### 2000
- Prix Vérité : Laurence de la Ferrière : Seule dans le vent des glaces - Ed. Robert Laffont
- Prix Ville du Cannet : Jean-Jacques Le Garrec : Évasions - Ed. XO

### 1999
- Prix Vérité : Jacques Chancel : L’Or et le Rien - Ed. Plon[1]
- Prix Vérité pour l’ensemble de son œuvre : Marcel Julian

### 1998
- Prix Vérité : Maurice Herzog : L’Autre Annapurna - Ed. Robert Laffont
- Prix Ville du Cannet : Jean Bertolino : La Frontière des Fous - Ed. Flammarion[2]

### 1997
- Prix Vérité : Thierry Jean-Pierre - Crédit lyonnais : l’enquête - Ed. Fixot
- Prix spécial du Jury : Florence Schaal : Recherche enfant passionnément - Ed. Jean-Claude Lattès

### 1994
- Prix Vérité : Emmanuelle Laborit : Le Cri de la mouette - Ed. Robert Laffont
- Prix spécial du Jury : Claire Sterling : Pax mafiosa - Ed. Robert Laffont

### 1993
- Prix Vérité : David Bisson en collaboration avec Evangéline de Schonen : L’Enfant derrière la porte - Ed. Bernard Grasset
- Prix spécial du Jury : Sœur Jacques Marie : Henri Matisse la Chapelle de Vence - Ed. Grégoire Gardette

### 1992
- Prix Vérité : Tracy Chamoun : Au nom du père - Ed. Jean-Claude Lattès
- Prix spécial du Jury - Jean-François Deniau : Ce que je crois - Ed. Bernard Grasset

### 1991
- Prix Vérité : Béatrice Saubin : L’Épreuve - Ed. Robert Laffont[3]
- Prix spécial du Jury : Alain Woodrow : Information manipulation - Ed. du Félin

### 1990
- Prix Vérité : Christiane Collange : Moi ta fille - Ed. Fayard[4]
- Prix spécial du Jury : Michel Castex : Un mensonge gros comme le siècle - Ed. Albin Michel

### 1989
- Prix Vérité : Alain Louyot : Gosses de guerre - Ed. Robert Laffont
- Prix spécial du Jury : Pierre Richard : Un petit blond dans un grand parc - Ed. Olivier Orban

### 1988
- Prix Vérité : Roger Auque et Patrick Forestier : Un otage à Beyrouth - Ed Filipacchi[5]
- Prix spécial du Jury : José-Luis de Villalonga : Ma vie est une fête - Ed. Orban

### 1987
- Prix Vérité : Yves Salgues : L’Héroïne - Ed. Jean-Claude Lattès

### 1986
- Prix Vérité : Dominique Lapierre : La Cité de la Joie - Ed R. Laffont